# 黄松有
黄松有（1957年12月—），广东澄海人，法学博士，前中华人民共和国二级大法官，2002年起任中华人民共和国最高人民法院副院长（副部长级），期间主张宪法司法化，至2008年被免职调查，2010年被以受贿罪、贪污罪判处无期徒刑。

## 生平
1982年毕业于西南政法学院，先后在广东省高级人民法院和广东省湛江市中级人民法院任职。后调入中华人民共和国最高人民法院，在任期间，主张宪法司法化，即法院可以像运用其他法律法规一样运用宪法条文来作为裁判案件的依据，解决纠纷。2007年12月，被授予中华人民共和国二级大法官。

### 黄松有受贿贪污案
2008年10月28日因涉嫌犯罪被免职。
2009年8月21日，被开除中国共产党党籍和公职。
2010年1月19日，河北省廊坊市中级人民法院对最高人民法院原副院长黄松有作出一审判决，认定黄松有犯受贿罪，判处无期徒刑，剥夺政治权利终身，没收个人全部财产；犯贪污罪，判处有期徒刑十五年，没收个人财产人民币50万元，两罪并罚，决定执行无期徒刑，剥夺政治权利终身，没收个人全部财产。
2010年3月17日，河北省高级人民法院对原最高人民法院副院长黄松有贪污、受贿案终审宣判，终审维持原判。